# Mike Hannigan

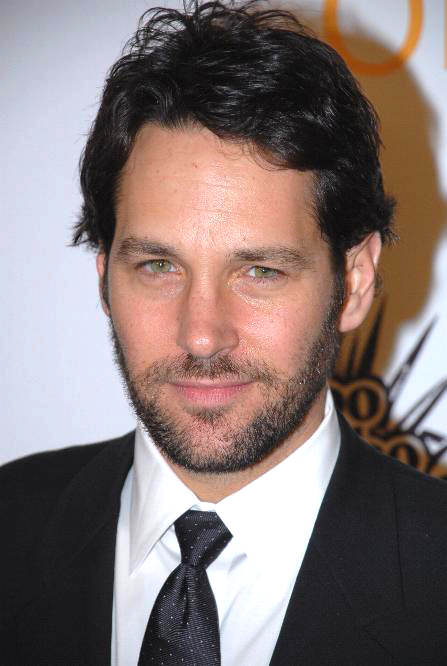
Rolul personajului Mike Hannigan este interpretat de Paul Rudd.

Mike Hannigan este un personaj fictiv din serialul Friends, creat de David Crane și Marta Kauffman. Este interpretat de Paul Rudd. 
Mike, un pianist provenit dintr-o familie din înalta societate, este soțul lui Phoebe. Înainte de mariajul cu Phoebe, Mike a mai fost căsătorit o dată, dar căsătoria s-a sfârșit printr-un divorț.
Mike apare mai târziu în viața celor șase prieteni. Phoebe și Joey hotărăsc să se întâlnească fiecare cu un prieten de-al celulalt. Joey uită de acest aranjament și când Phoebe îl întreabă pe cine i-a găsit, acesta îi spune că pe un prieten de-al lui pe nume Mike. Apoi se duce la cafeneaua Central Perk și strigă "Mike!". Mike Hannigan răspunde, iar Joey îl convinge să joace rolul unui vechi prieten la această întâlnire. Phoebe descoperă însă minciunile lui Joey, dar Mike o găsește a doua zi și o invită în oraș. După un timp, cei doi se mută împreună, dar, în timp ce Mike își muta lucrurile, îi mărturisește că nu vrea niciodată să se căsătorească, deoarece nu mai vrea să treacă prin ce a trecut în urma divorțului. Phoebe decide că, decât să rămână într-o relație care nu are nici un viitor, mai bine se despart, însă îi este foarte greu să-l uite. Lucrurile se complică atunci când David, fosta iubire a lui Phoebe, se întoarce de la Minsk. Chandler îl convinge să o ceară în căsătorie, în timp ce erau într-o excursie în Barbados, însă Monica îl avertizează pe Mike. Mike vine cu primul avion în Barbados și o cere de soție pe Phoebe înainte de David. Mike și Phoebe se căsătoresc ulterior. Mike se integrează  foarte bine în grup, mulți spunând că ar fi "al șaptelea prieten".